# Sjögården, Jönköping
Denna artikel behandlar Sjögården i Jönköping. För Sjögården i Stockholm, se Stockholms sjögård
Sjögården var en byggnad på Kålgården i Jönköping.
Byggnaden uppfördes på 1770-talet vid Västra Storgatan på Talavid på Väster i Jönköping, mitt emot Hospitalsgården som det äldsta Jönköpings lasarett. Det användes de sista åren fram till 1883 som Jönköpings epidemisjukhus, varefter det såldes och flyttades till östra stranden av Munksjön på Kålgården. Det fick adress Västra Holmgatan mellan slutet av 1800-talet och in på 1900-talet, troligen beroende på att varken Östra Strandgatan eller Kålgårdsgatan var anlagd vid denna tid.
Sjögården var ett stort trähus, som användes av Jönköpings metallduksväveri AB, som bedrev tillverkning av maskinduk till pappersindustrin. Så småningom kom Sjögården att hamna inne på den tomt som ägdes av Nydals Gjuteri & Mekaniska Verkstad. Det revs på 1980-talet för uppförande av flerbostadshus.